# Laura Carnicero Hernanz
Laura Carnicero Hernanz   (Barcelona, 1976) és una enginyera industrial catalana, doctora per la Universitat Politècnica de Catalunya. Des de 1999 treballa a SEAT i Cupra, on ha desenvolupat la seva trajectòria en l'àmbit de la producció (planificació de processos, enginyeria industrial i sistema de producció), la planificació de producte i els recursos humans (formació i direcció de l'Escola d'Aprenents de SEAT i direcció de personal).
El juliol de 2022 va ser nomenada vicepresidenta de Persones i Organització, en substitució de Xavier Ros, passant a ser la primera dona en ocupar una posició de vicepresidenta en els 73 anys d'existència de SEAT en aquell moment. Des d'aquesta posició, va liderar una transformació cultural a la companyia centrada en l'aprenentatge continu, la diversitat i la inclusió
És membre del consell d'administració de Fira Barcelona, del consell d'administració de Fira Circuit (Circuit de Barcelona) i de la junta d'Enginyers Industrials de Catalunya. La seva trajectòria ha estat recollida al projecte La màgia de l'enginyeria, destinat a fomentar vocacions STEAM entre els més joves. El 2024 va entrar a la llista «Les 100 dones més influents d'Espanya», i el 2025 a «Les 100 dones més influents de Catalunya», ambdues de la revista Forbes.